# Sergio (filme)
Sergio é um filme de drama biográfico norte-americano, dirigido por Greg Barker, a partir de um roteiro de Craig Borten. É estrelado por Wagner Moura, Ana de Armas, Garret Dillahunt, Brían F. O'Byrne, Will Dalton, Clemens Schick e Bradley Whitford.
Sua estreia mundial aconteceu no Sundance Film Festival, em 28 de janeiro de 2020.

## Enredo
O filme retrata a invasão do Iraque pelos Estados Unidos e relata os últimos dias de vida do diplomata brasileiro Sérgio Vieira de Mello, funcionário da ONU, que morreu aos 55 anos em Bagdá, vítima de um ataque terrorista na sede local da instituição.

## Elenco
- Wagner Moura como Sérgio Vieira de Mello
- Ana de Armas como Carolina Larriera
- Garret Dillahunt como William von Zehle
- Brían F. O'Byrne como Gil Loescher
- Will Dalton como Andre Valenton
- Clemens Schick como Gaby
- Bradley Whitford como Paul Bremer
- Clarisse Abujamra como Gilda Vieira de Mello

## Trilha sonora
Compõem a trilha sonora do filme os seguintes temas: 
- Cartola - "As Rosas Não Falam"
- Caetano Veloso - "Oração ao Tempo"

## Produção
Em julho de 2018, foi anunciado que Wagner Moura, Ana de Armas, Garret Dillahunt, Brían F. O'Byrne, Will Dalton e Clemens Schick se juntaram ao elenco do filme, com Greg Barker dirigindo um roteiro de Craig Borten, com a Netflix distribuindo. Em outubro de 2018, Bradley Whitford se juntou ao elenco do filme. A fotografia principal começou em agosto de 2018.

## Lançamento
Teve sua estreia mundial no Festival de Cinema de Sundance em 28 de janeiro de 2020.  Foi lançado em 17 de abril de 2020, pela Netflix.

## Recepção

### Resposta da crítica
No agregador de críticas Rotten Tomatoes, baseado em 30 críticas, o filme recebeu críticas mistas, com 47% de avaliação positiva.
Jeannette Catsoulis, do jornal The New York Times, fez uma crítica mista em relação a Sergio, porém elogiou o ator Wagner Moura pela sua versatilidade por ter interpretado Pablo Escobar e nesse filme um diplomata: "Este filme de admiração, porém lento, afoga principalmente suas revelações políticas em sentimentos difíceis".
Marcelo Hessel, do portal Omelete, considerou o filme regular. Para ele: "Sergio poderia aproveitar melhor as contradições de seu personagem e se aprofundar nelas, ao invés de traçar relações de causa e efeito de entrega rápida, pensadas para adequar a jornada do diplomata aos manuais de heroísmo e martírio do cinema".

Tony Goes, do jornal Folha de S.Paulo, fez crítica favorável ao filme: "Sergio é um filme correto, talvez um pouco aquém do seu biografado".